# Switch (film)
Switch is een door Blake Edwards geschreven en geregisseerde comedyfilm uit 1991. De film gaat over een man die reïncarneert als vrouw. De film is gebaseerd op George Axelrod's 1959 toneelspel Goodbye Charlie en de verfilming hiervan, het is derhalve een remake van de verfilming.

## Verhaal
Steve Brooks is een misogyne macho en vrouwenversierder, die vrouwen alleen maar als seksobjecten ziet en behandelt. Drie van zijn exen, Liz, Felicia en Margo, spannen tegen hem samen. Ze lokken hem met een erotisch afspraakje en proberen hem in een bubbelbad te verdrinken. Dit mislukt, waarop Margo hem doodschiet.
In het hiernamaals wordt besloten dat Steve het zo bont heeft gemaakt, dat hij niet zonder meer naar de hemel mag. Omdat hij zo onaardig tegen vrouwen is geweest wordt hij teruggestuurd om een vrouw te vinden die werkelijk van hem houdt. Als dit lukt dan mag hij naar de hemel, zo niet, dan moet hij naar de hel. Maar de Duivel overtuigt God dat dit te makkelijk is: Steve is immers kampioen vrouwenversieren. Daarom stelt hij voor een vrouw van hem te maken. Wanneer Steve wakker wordt en wil plassen ontdekt hij dit tot zijn grote schrik. Hij doet zich voor als zijn halfzus Amanda Brooks.
Amanda dwingt Margo hem te leren hoe ze zich als vrouw moet gedragen. Zo niet, dan dreigt ze de moord op Steve openbaar te maken. Ook Steve's beste vriend Walter Stone helpt haar. Amanda probeert een vrouw te vinden die van Steve kan houden, maar dit gaat maar moeizaam: allemaal zijn ze door hem als oud vuil behandeld en hebben ze een hekel aan hem. Amanda realiseert zich nu zelf hoeveel verdriet ze vrouwen heeft berokkend. Ook wordt ze regelmatig seksueel lastiggevallen door mannen zoals hij dat zelf bij vrouwen deed, en realiseert zich voor het eerst hoe dit voelt. Via Margo leert hij een lesbische vrouw kennen, en hoewel dit Amanda's kans lijkt om alsnog naar de hemel te kunnen kan ze er niet mee doorgaan. Margo vertelt hem dat zijn homofobie een van de redenen is waarom zoveel vrouwen een hekel aan hem hebben. In wanhoop bidt Amanda tot God maar in plaats daarvan verschijnt de Duivel en die haar een job aanbiedt. Amanda weigert en volhardt stug in het zoeken naar vrouwen die van Steve houden, maar blijft afwijzingen verzamelen. Ondertussen roept Steve's afwezigheid meer en meer vragen op.
Wanneer Amanda en Walter beiden dronken zijn, laat Amanda Walter bij haar in Steve's appartement slapen omdat hij te dronken is om naar huis te gaan. Daar hebben ze seks met elkaar, ook al heeft ze inmiddels Walter overtuigd dat ze Steve is. Amanda herinnert zich de seks niet, is woedend en beschuldigt Walter ervan haar in bewusteloze toestand te hebben verkracht, iets wat hij als Steve zelf zou hebben gedaan. Walter daarentegen wijst erop dat het van beide kanten geheel vrijwillig en met enthousiasme is gegaan. Amanda beseft dat Walter een veel betere man is dan ze zelf als Steve ooit is geweest.
Niet lang daarna wordt Steve's lijk gevonden en Amanda gearresteerd. Ze blijkt zwanger en bevalt uiteindelijk van een dochtertje. Het meisje blijkt van Amanda te houden, die hierop direct overlijdt: de voorwaarde is vervuld en ze mag naar de hemel.
Eenmaal in het hiernamaals dubt ze erover of ze een mannelijke of vrouwelijke engel wil zijn. Maar dat geeft niet, want ze heeft een eeuwigheid de tijd om te beslissen.

## Rolverdeling
| Acteur             | Personage            |
| ------------------ | -------------------- |
| Ellen Barkin       | Amanda Brooks        |
| Jimmy Smits        | Walter Stone         |
| JoBeth Williams    | Margo Brofman        |
| Lorraine Bracco    | Sheila Faxton        |
| Tony Roberts       | Arnold Freidkin      |
| Perry King         | Steve Brooks         |
| Bruce Martyn Payne | duivel               |
| Lysette Anthony    | Liz                  |
| Victoria Mahoney   | Felicia              |
| Basil Hoffman      | Higgins              |
| Catherine Keener   | Steve's secretaresse |
| Kevin Kilner       | Dan Jones            |
| David Wohl         | Caldwell             |
| James Harper       | Laster               |
| John Lafayette     | Phillips             |
| Téa Leoni          | Connie               |
| Faith Minton       | Nancy                |
| Ben Hartigan       | minister             |